# Carina Núñez
Carina Núñez, conocida como Becha (Santo Tomé, Corrientes, 11 de junio de 1991), es una jugadora de futsal de argentina, capitana de la selección de futsal en la Copa América de 2019 con la cual obtuvo el subcampeonato. En 2017 fue nominada a los premios Futsal Planet a la mejor jugadora de futsal, terminando en novena posición, y por su trayectoria en Celemaster recibió el reconocimiento como mejor jugadora de la liga del año, así como el de goleadora.

## Trayectoria

### Carrera nacional
Comenzó a jugar al futsal en Santo Tomé y luego se incorporó a jugar en el equipo de fútbol sala de San Lorenzo. Durante su trayectoria en San Lorenzo obtuvo 5 campeonatos.
En San Lorenzo también se desempeñó en fútbol once, siendo campeona y goleadora de su equipo en el Apertura 2008, primer título obtenido por el club, y jugando en 2009 la primera edición de la Copa Libertadores Femenina.

### Carrera internacional
En 2014 fichó para el club brasilero Celemaster. Durante su trayectoria en Brasil obtuvo 4 campeonatos estaduales.
Desde 2020 se encuentra jugando para Futsi Atlético Navalcarnero en España.

## Selección nacional
Carina Nunez participa de la selección argentina de futsal y en la Copa América de 2019 fue la capitana de la selección.
Formó parte de la selección femenina de fútbol sub-20 de Argentina que participó de la Copa Mundial de 2008 celebrada en Chile.

## Estadísticas

### Clubes
Actualizado al último partido jugado el 26 de junio de 2022.
| Club | Div.          | Temporada     | Liga  | Liga  | Liga       | Liga      | Copas nacionales(1) | Copas nacionales(1) | Copas nacionales(1) | Copas nacionales(1) | Torneos internacionales(2) | Torneos internacionales(2) | Torneos internacionales(2) | Torneos internacionales(2) | Total(3) | Total(3) | Total(3)   | Total(3)  |
| Club | Div.          | Temporada     | Part. | Goles | Amonestado | Expulsado | Part.               | Goles               | Amonestado          | Expulsado           | Part.                      | Goles                      | Amonestado                 | Expulsado                  | Part.    | Goles    | Amonestado | Expulsado |
| --- | ------------- | ------------- | ----- | ----- | ---------- | --------- | ------------------- | ------------------- | ------------------- | ------------------- | -------------------------- | -------------------------- | -------------------------- | -------------------------- | -------- | -------- | ---------- | --------- |
| San Lorenzo Argentina | 1.ª           | 2008          |       | -     | -          | -         | -                   | -                   | -                   | -                   | -                          | -                          | -                          | -                          |          | -        | -          | -         |
| San Lorenzo Argentina | 1.ª           | 2009          |       | -     | -          | -         | -                   | -                   | -                   | -                   | -                          | -                          | -                          | -                          |          | -        | -          | -         |
| San Lorenzo Argentina | 1.ª           | 2010          |       | -     | -          | -         | -                   | -                   | -                   | -                   | -                          | -                          | -                          | -                          |          | -        | -          | -         |
| San Lorenzo Argentina | 1.ª           | 2011          |       | -     | -          | -         | -                   | -                   | -                   | -                   | -                          | -                          | -                          | -                          |          | -        | -          | -         |
| San Lorenzo Argentina | 1.ª           | 2012          |       | -     | -          | -         | -                   | -                   | -                   | -                   | -                          | -                          | -                          | -                          |          | -        | -          | -         |
| San Lorenzo Argentina | 1.ª           | 2013          | -     | -     | -          | -         | -                   | -                   | -                   | -                   | -                          | -                          | -                          | -                          |          | -        | -          | -         |
| Total club | Total club    | -             | -     | -     | -          | -         | -                   | -                   | -                   | -                   | -                          | -                          | -                          | -                          | -        | -        | -          | -         |
| Celesmaster · Brasil |               |               |       |       |            |           |                     |                     |                     |                     |                            |                            |                            |                            |          |          |            |           |
| 1.ª |               |               |       |       |            |           |                     |                     |                     |                     |                            |                            |                            |                            |          |          |            |           |
| 2014 |               | -             | -     | -     | -          | -         | -                   | -                   | -                   | -                   | -                          | -                          |                            | -                          | -        | -        |            |           |
| 2015 |               | -             | -     | -     | -          | -         | -                   | -                   | -                   | -                   | -                          | -                          |                            | -                          | -        | -        |            |           |
| 2016 |               | -             | -     | -     | -          | -         | -                   | -                   | -                   | -                   | -                          | -                          |                            | -                          | -        | -        |            |           |
| 2017 |               | -             | -     | -     | -          | -         | -                   | -                   | -                   | -                   | -                          | -                          |                            | -                          | -        | -        |            |           |
| 2018 |               | -             | -     | -     | -          | -         | -                   | -                   | -                   | -                   | -                          | -                          |                            | -                          | -        | -        |            |           |
| 2019 |               | -             | -     | -     | -          | -         | -                   | -                   | -                   | -                   | -                          | -                          |                            | -                          | -        | -        |            |           |
| Total club | Total club    | -             | -     | -     | -          | -         | -                   | -                   | -                   | -                   | -                          | -                          | -                          | -                          | -        | -        | -          |           |
| Futsi Navalcarnero · España |               |               |       |       |            |           |                     |                     |                     |                     |                            |                            |                            |                            |          |          |            |           |
| 1.ª |               |               |       |       |            |           |                     |                     |                     |                     |                            |                            |                            |                            |          |          |            |           |
| 2019-20 | 7             | 3             | 0     | 0     | 1          | 0         | 0                   | 0                   | -                   | -                   | -                          | -                          | 8                          | 3                          | 0        | 0        |            |           |
| 2020-21 | 24            | 9             | 0     | 0     | 3          | 1         | 1                   | 0                   | -                   | -                   | -                          | -                          | 27                         | 10                         | 1        | 0        |            |           |
| 2021-22 | 32            | 24            | 2     | 0     | 5          | 3         | 0                   | 0                   | -                   | -                   | -                          | -                          | 37                         | 27                         | 2        | 0        |            |           |
| Total club | Total club    | 63            | 36    | 2     | 0          | 9         | 4                   | 1                   | 0                   | -                   | -                          | -                          | -                          | 72                         | 40       | 3        | 0          |           |
| Total carrera | Total carrera | Total carrera | 63    | 36    | 2          | 0         | 9                   | 4                   | 1                   | 0                   | -                          | -                          | -                          | -                          | 72       | 40       | 3          | 0         |
| (1) Incluye datos de Copa de España / Supercopa de España. (2) Incluye datos de Campeonato de Europa de Clubes, Copa Libertadores y Copa Intercontinental. (3) No incluye datos de partidos amistosos. |               |               |       |       |            |           |                     |                     |                     |                     |                            |                            |                            |                            |          |          |            |           |

## Palmarés y distinciones
- 2021-2022, Liga española: 1
- Copa América Femenina de Futsal

 2019
 2023
 2025
- Premio a la mejor jugadora.
- 2013, Premio Jorge Newbery en Futsal femenino.[12][13]
- 2012, Premio Alumni a Jugadora Destacada en futsal femenino.[14][15]
- 2013, Premio Alumni a Jugadora Destacada en futsal femenino.[16]